# Arthur Atta
Arthur Atta (sinh ngày 14 tháng 1 năm 2003) là cầu thủ bóng đá chuyên nghiệp người Pháp hiện đang thi đấu ở vị trí  tiền vệ phòng ngự cho câu lạc bộ Metz.

## Sự nghiệp thi đấu
Atta là sản phẩm của lò đào tạo trẻ AS Saint Jacques, Rennes và Metz. Ở lứa tuổi thanh niên, anh đã từng chơi ở vị trí thủ môn, tiền đạo cánh và tiền đạo, trước khi chuyển sang vị trí tiền vệ phòng ngự. Anh được chuyển lên đội dự bị của Metz vào năm 2021. Anh bắt đầu sự nghiệp bóng đá chuyên nghiệp tại Metz trong trận hòa 0–0 trước Niort tại Ligue 2 vào ngày 26 tháng 12 năm 2022. Sau trận đấu, anh được bầu chọn là cầu thủ chơi hay nhất trận. Ngày 25 tháng 1 năm 2023, anh ký hợp đồng chuyên nghiệp đầu tiên với Metz đến năm 2026.

## Đời tư
Sinh ra tại Pháp, Atta là người gốc Benin.